# Caluromyinae
Caluromyinae ist eine taxonomische Gruppe in der Ordnung der Beutelrattenartigen. Das Taxon wird in verschiedenen Abhandlungen als Unterfamilie oder Familie geführt.
Diese Beutelratten erreichen eine Kopfrumpflänge von etwa 30 cm sowie eine Schwanzlänge von bis zu 45 cm. Die Oberseite ist von dichtem wolligem Fell bedeckt. Ein weiteres Kennzeichen ist der dunkle, senkrechte Streifen von der Nase bis zur Kopfoberseite. Fast bei allen Arten besitzen die Weibchen einen vollständig ausgebildeten Beutel. Nur bei der Gelben Wollbeutelratte (Caluromys philander) kommen Hautlappen auf dem Bauch vor, welche die Jungtiere schützen. Die wichtigsten Unterschiede zu anderen Beutelratten bestehen in einem abweichenden Aufbau des Sprunggelenks sowie in einem abweichenden Karyotyp.
Das Verbreitungsgebiet reicht vom Süden Mexikos über Mittelamerika und das nördliche Südamerika bis nach Argentinien.
Folgende Gattungen zählen zu Caluromyinae:
- Wollbeutelratten (Caluromys), mit drei Arten
- Binden-Wollbeutelratten (Caluromysiops), mit einer Art

In älteren Werken wird auch die Buschschwanz-Beutelratte (Glironia venusta) einbezogen. Sie stellt nach neueren Erkenntnissen eine eigene Unterfamilie dar.